# Barbara Newhall Follett
Barbara Newhall Follett (Hanover, 4 de março de 1914 – Brookline, desaparecida em 7 de dezembro de 1939) foi uma escritora e romancista norte-americana. 
Considerada um prodígio, em 1926, com apenas 12 anos, Barbara terminou de escrever seu primeiro livro (The House Without Windows), que, logo após ser publicado, ganhou críticas extremamente favoráveis do "The New York Times", do "The Saturday Review", e de "H. L. Mencken". Dois anos depois, mais um livro. "The Voyage of the Norman D." também recebeu críticas favoráveis.
Depois que seu pai e editor deixou sua família, Barbara e sua mãe foram completamente abandonadas. Anos depois, ela se casou e, depois de uma discussão com seu marido, desapareceu em Brookline e nunca mais foi vista. De 1928 (quando foi publicado seu segundo livro) até 1934, Barbara Newhall Follett havia escrito mais dois manuscritos, que não foram publicados.

## Biografia
Barbara nasceu em Hanover, em 1914. Era filha do editor e crítico literário Wilson Follett e da escritora de livros infantis, Helen Thomas Follett. Barbara foi educada em casa, já escrevendo poesias aos 4 anos de idade. Em 1923, com apenas 8 anos de idade, começou a escrever o livro The House Without Windows como um presente para sua mãe na pequena máquina de escrever portátil que começou a usar aos 4 anos.
No final do mesmo ano, a casa foi atingida por um incêndio e Barbara perdeu o manuscrito original. Ela então reescreveu toda a história e o pai, junto de um editor, supervisionaram a publicação em 1927. Com a ajuda e orientação do pai, o livro foi publicado e recebeu ótimas críticas de importantes portais de notícias, como o The New York Times. Seu próximo livro, The Voyage of the Norman D., foi baseado em sua viagem de escuna pela Nova Escócia. Foi publicado no final de 1928 e novamente recebeu várias críticas positivas de revistas especializadas e jornais.
Porém, no mesmo ano da publicação aclamada, seu pai abandonou a família por conta de outra mulher. O evento foi devastador para a família Follett, especialmente para Barbara, que era muito ligada ao pai. Apenas de ter apenas 14 anos de idade, ela estava no auge da carreira e da vida.
| “ | Meus sonhos estão passando por comoções mortais. Eles estão morrendo diante dos dardos e flechas de aço de um mundo de tempo e dinheiro. | ” |

Consequentemente, a família passou por vários momentos difíceis. Aos 16 anos, no auge da Grande Depressão de 1929 Babara trabalhava como secretária, em Nova Iorque, para ajudar nas despesas da casa. Sem deixar de escrever, Babara tinha vários outros manuscritos prontos, como Lost Island and Travels Without a Donkey.

## Desaparecimento
No final de 1933, Barbara estava casada com Nickerson Rogers. O casal viajou pela Europa e pelos Estados Unidos antes de fixarem residência em Brookline, Massachusetts. O casamento inicialmente era feliz, mas Barbara começou a desconfiar que o marido era infiel e ela acabou entrando em depressão. Segundo seu marido, em 7 de dezembro de 1939, Barbara deixou o apartamento do casal depois de uma discussão a respeito de 30 dólares em seu bolso, o equivalente a 530 dólares atuais. Ela saiu de casa para nunca mais ser vista.
Rogers não comunicou o desaparecimento da esposa à polícia por cerca de duas semanas, alegando que esperava por seu retorno. Quatro meses depois da primeira queixa à polícia, ele solicitou um boletim de ocorrência de pessoa desaparecida. Como o documento a identificava como Barbara Rogers e não Barbara Follett, seu desaparecimento não foi sentido pela mídia, que só soube dele em 1966.
Em 1952, 13 anos depois de seu desaparecimento, a mãe de Barbara, Helen implorava que a polícia de Brookline investigasse o caso com mais atenção. Helen começou a suspeitar de Roger depois que descobriu os poucos esforços que ele empreendeu na busca da esposa. Em uma carta ao genro, Helen escreveu:
| “ | Todo esse silêncio de sua parte faz parecer que você tenha algo a esconder sobre o desaparecimento de Barbara... Não pode achar que em meus últimos anos ficarei quieta e que não farei o possível para descobrir se Bar está viva ou morta, esteja ela em alguma instituição sofrendo de amnésia ou colapso nervoso. | ” |

O corpo de Barbara nunca foi encontrado e nenhuma evidência indicava a ocorrência de um crime. A data e as circunstâncias de sua morte nunca foram esclarecidas.

## Obras
- The House Without Windows (1927)
- The Voyage of the Norman D. (1928)